# Верхние Изиверки
 Верхние Изиверки  — деревня в Вятскополянском районе Кировской области в составе Слудского сельского поселения.

## География
Расположена в правобережной части района на расстоянии примерно 5 км по прямой на север-северо-запад от железнодорожного моста через Вятку в городе Вятские Поляны.

## История
Известна с 1717 года как деревня Верхняя Изивара (позже Верхняя Изиверка) с 4 дворами, в 1773 году 159 жителей, в 1802 году 54 двора. В 1873 году здесь (Изиверки верхние) дворов 66 и жителей 381, в 1905 (Верхние Изиверки или Пердунья) 68 и 406, в 1926 (Верхние Изиверки или Верхние Ильверки)  76 и 421, в 1950 87 и 343, в 1989 103 жителя. Нынешнее название утвердилось с 1939 года. 

## Население
Постоянное население составляло 94 человека (русские 94%) в 2002 году, 51 в 2010.